# Шарифуллин, Руслан Рафаильевич
Руслан Рафаильевич Шарифуллин (род. 25 августа 1985, Чусовой) — российский спортсмен, член олимпийской сборной команды России по фристайлу на Олимпиаде в Турине. Мастер спорта России международного класса.